# صفر (لغة)

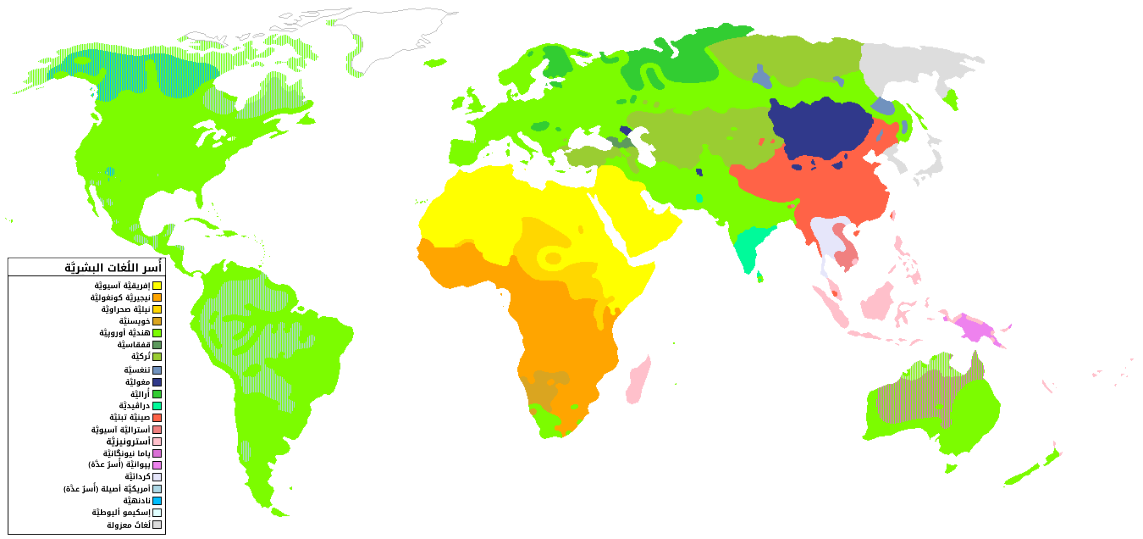

الصفر في الصرف صفة تعلق على القسم من أقسام الكلام الذي لا يوجد في حين توجد الأقسام الأخرى. بعبارة أخرى هو العنصر المقدر، المضمر بمعناه الناقص بذاته.
يمثل الصفر بعلامة المجموعة الخالية (∅ أو {}) عند بعض من علماء اللغة من غير العرب.

## أمثلة
- العماد الصفر في جملة اسمية: يجوز أن يقال «أنا {هو} الإنسان»، في حين يقال «أنا {} إنسان». إزالة لام التعريف تستلزم إزالة العماد فلا يقال "أنا هو إنسان". بعكس الإنجليزية إذ يقال أي أم ذي برسن (I am the person) وأي أم إي برسن (I am a person) ولا يجوز حذف فعل «أكون» (am).
- الزائدة الصفر في تصريف الأفعال: تزاد زوائد تصريف للأفعال في جميع الضمائر ما عدا الفعل الماضي للغائب فهو بمثل صيغة الأصل، على عكس الإنجليزية تماما حيث يكون التصريف بلا زوائد إلا في ضمير الغائب (والغائبة) فيكون بزيادة -س (‎-s).